# SBS-6
O SBS-6 foi um satélite de comunicação geoestacionário que foi construído pela Hughes (Boeing). Ele esteve localizado na posição orbital de 121 graus oeste e foi operado inicialmente pela Satellite Business Systems e posteriormente pela Intelsat, empresa sediada atualmente em Luxemburgo. O satélite foi baseado na plataforma HS-393 e sua vida útil estimada era de 10 anos. O mesmo ficou fora de serviço em fevereiro de 2009 e foi movido para a órbita cemitério.

## História
Quando a demanda por sua capacidade de comunicação aumentou dramaticamente em 1985, a Satellite Business Systems (SBS) escolheu por comprar uma plataforma maior, mais poderoso da Hughes Space and Communications Company, hoje conhecida como Boeing Satellite Systems. O SBS tornou-se o primeiro cliente a encomendar o modelo com estabilização spin Hughes HS-393.
O satélite saiu de serviço em fevereiro de 2009 e foi enviado para a órbita cemitério.

## Lançamento
O satélite foi lançado com sucesso ao espaço no dia 12 de outubro de 1990, abordo de um foguete Ariane 44L a partir do Centro Espacial de Kourou, na Guiana Francesa, juntamente com o satélite Galaxy 6. Ele tinha uma massa de lançamento de 2 478 kg.

## Capacidade e cobertura
O SBS-6 era equipado com 19 em banda Ku para fornecer serviços ao território continental dos Estados Unidos.